# Radovanu
Radovanu is een Roemeense gemeente in het district Călărași.
Radovanu telt 4695 inwoners.